# Hugo Jacoby
Hugo Jacoby (* 29. Dezember 1875 in Dessau; † 17. August 1935 ebenda) war ein kommunistischer Widerstandskämpfer gegen den Nationalsozialismus.

## Leben

### Herkunft
Jacoby entstammte einer jüdischen Familie aus Dessau.

### Karriere
Jacoby betrieb früh ein Geschäft für Buchbinder- und Schreibmaschinenarbeiten sowie einen Zeitungsverlag in der Franzstraße 2 in Dessau. Er distanzierte sich früh vom Judentum und wurde Mitglied der KPD. Seit dem 9. November 1918 war Jacoby Mitglied des Soldatenrats der Garnison Dessau. Am gleichen Tage hisste er auf dem Herzoglichen Palais in der Kavalierstraße die rote Fahne und gab damit das sichtbare Signal zum Sturz der anhaltischen Monarchie.
1920 wurde er Vorsitzender der Dessauer KPD-Ortsgruppe. Später wurde er auch Leiter der Dessauer Ortsgruppe der Roten Hilfe.
Im Juni 1933 wurde Jacoby von den Nationalsozialisten verhaftet. Vom 5. Juli bis zum 1. Oktober 1933 war er im KZ Oranienburg interniert, danach im KZ Roßlau. Im KZ Roßlau wurde er trotz Gehbehinderung besonders heftig durch den Kommandanten, Otto Marx, misshandelt und blamiert. Bis Juli 1934 wurde er entlassen und starb am 17. August 1935 in Dessau aufgrund der erlittenen Verletzungen. Er galt als erstes jüdisches Opfer der Nationalsozialisten in Dessau. Während der Novemberpogrome im Jahre 1938 wurde sein Grabstein zerstört.
Von 1973 bis 1990 gab es in Dessau eine Hugo-Jacoby-Straße.